# Limnocentropus insolitus
Limnocentropus insolitus is een schietmot uit de familie Limnocentropodidae. De soort komt voor in het Palearctisch gebied.